# 360-km-Rennen von Jarama 1987

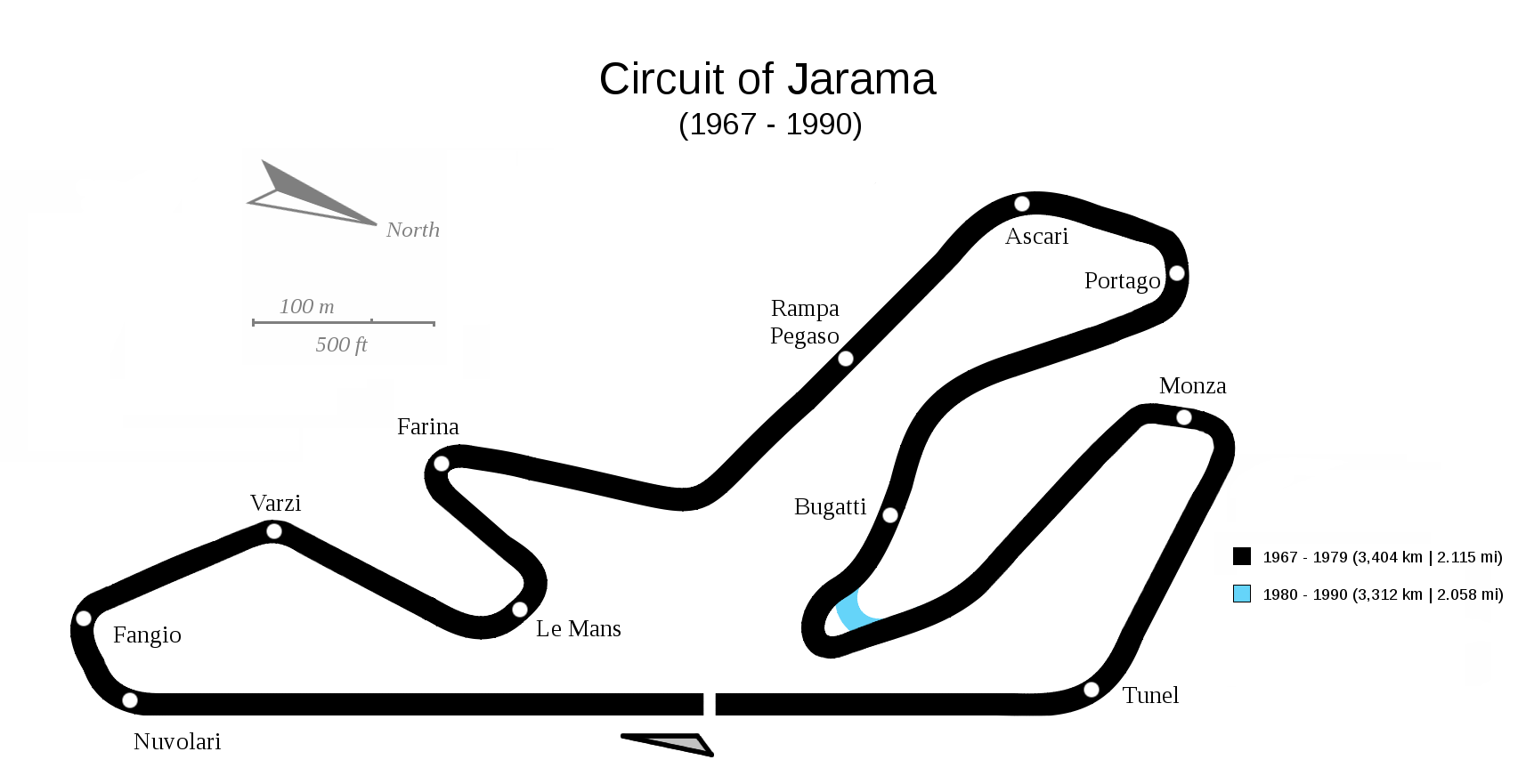
Circuito del Jarama (1967–1990)

Das 360-km-Rennen von Jarama 1987, auch Grand Premio Fortuna, Jarama, fand am 22. März auf dem Circuito del Jarama statt und war der erste Wertungslauf der Sportwagen-Weltmeisterschaft dieses Jahres.

## Das Rennen
Mit dem 360-km-Rennen von Jarama begann im März 1987 die Sportwagen-Weltmeisterschaft dieses Jahres. Das Rennen in der Nähe von Madrid hatte mit nur 360 Rennkilometern die kürzeste Distanz aller Saisonrennen und war damit nur unwesentlich länger als ein Formel-1-Grand-Prix. Die Schweizer Rennmannschaft Brun Motorsport, die im Vorjahr die Weltmeisterschaft gewonnen hatte, kam mit drei Fahrzeugen nach Spanien. Gefahren wurden die Porsche 962C von Oscar Larrauri/Jesús Pareja, Massimo Sigala/Gianfranco Brancatelli sowie Frank Jelinski und dem Teameigner Walter Brun selbst. Ein weiterer 962C wurde von der Porsche-Werksmannschaft gemeldet.
Im Training zeigte sich bereits die Überlegenheit der neuen Jaguar XJR-8, die die bisherigen Jaguar-Einsatzfahrzeuge, die XJR-6, ersetzten. Eddie Cheever fuhr in 1.14,451 Minuten die schnellste Rundenzeit, was einem Schnitt von 159,957 km/h entsprach.
Das Rennen endete allerdings mit einem der knappsten Einläufe der Sportwagengeschichte. Jan Lammers und John Watson gewannen mit einem Vorsprung von 1,6 Sekunden auf den Porsche von Hans-Joachim Stuck und Derek Bell. In der Gruppe C2 siegten Fermín Vélez und Gordon Spice auf einem Spice SE86C.

## Ergebnisse

### Schlussklassement
| 1                  | C1 | 5   | Silk Cut Jaguar            | Jan Lammers John Watson                           | Jaguar XJR-8   | 109 |
| 2                  | C1 | 17  | Rothmans Porsche           | Hans-Joachim Stuck Derek Bell                     | Porsche 962C   | 109 |
| 3                  | C1 | 4   | Silk Cut Jaguar            | Eddie Cheever Raul Boesel                         | Jaguar XJR-8   | 109 |
| 4                  | C1 | 10  | Kremer Porsche Racing      | Volker Weidler Kris Nissen                        | Porsche 962C   | 106 |
| 5                  | C1 | 3   | Brun Motorsport            | Oscar Larrauri Jesús Pareja                       | Porsche 962C   | 106 |
| 6                  | C1 | 2   | Brun Motorsport            | Massimo Sigala Gianfranco Brancatelli             | Porsche 962C   | 105 |
| 7                  | C1 | 1   | Brun Motorsport            | Frank Jelinski Walter Brun                        | Porsche 962C   | 105 |
| 8                  | C1 | 15  | Britten-Lloyd Racing       | Mauro Baldi Jonathan Palmer                       | Porsche 962C   | 104 |
| 9                  | C2 | 111 | Spice Engineering          | Fermín Vélez Gordon Spice                         | Spice SE86C    | 100 |
| 10                 | C1 | 11  | Porsche Kremer Racing      | Emilio de Villota Paco Romero                     | Porsche 962C   | 99  |
| 11                 | C2 | 101 | Ecurie Ecosse              | David Leslie Ray Mallock                          | Ecosse C286    | 99  |
| 12                 | C2 | 114 | Team Tiga Ford DK          | Thorkild Thyrring Leif Lindström                  | Tiga GC287     | 98  |
| 13                 | C2 | 115 | Ada Engineering            | Mike Wilds Ian Harrower                           | Gebhardt JC843 | 98  |
| 14                 | C2 | 104 | URD Junior Team            | Rudi Seher Hellmut Mundas                         | URD C81/2      | 98  |
| Ausgefallen        |    |     |                            |                                                   |                |     |
| 15                 | C2 | 117 | Team Lucky Strike Schanche | Will Hoy Martin Schanche                          | Argo JM19B     | 81  |
| 16                 | C2 | 198 | Cosmik Roy Baker Racing    | Costas Los Pasquale Barberio                      | Tiga GC286     | 81  |
| 17                 | C2 | 123 | Charles Ivy Racing         | Dudley Wood Mark Newby                            | Tiga GC287     | 4   |
| Nicht qualifiziert |    |     |                            |                                                   |                |     |
| 18                 | C2 | 116 | Techno Racing              | Jean-Pierre Frey Luigi Taverna                    | Alba AR3       | 1   |
| 19                 | C1 | 4T  | Silk Cut Jaguar            | Eddie Cheever Raul Boesel Jan Lammers John Watson | Jaguar XJR-8   | 2   |

1 Motorschaden im Training
2 Trainingswagen

### Nur in der Meldeliste
Hier finden sich Teams, Fahrer und Fahrzeuge, die ursprünglich für das Rennen gemeldet waren, aber aus den unterschiedlichsten Gründen daran nicht teilnahmen.
| Pos. | Klasse | Nr. | Team                    | Fahrer                            | Chassis      |
| ---- | ------ | --- | ----------------------- | --------------------------------- | ------------ |
| 20   | C1     | 17T | Rothmans Porsche        |                                   | Porsche 962C |
| 21   | C2     | 103 | John Bartlett Racing    | Ian Khan Kenneth Leim             | Bardon DB1/2 |
| 22   | C2     | 125 | Bruno Sotty             | Bruno Sotty Noël del Bello        | Tiga GC286   |
| 23   | C2     | 127 | Chamberlain Engineering |                                   | Spice SE86C  |
| 24   | C2     | 192 | Louis Descartes         | Jacques Heuclin Gérard Tremblay   | ALD 02       |
| 25   | C2     | 196 | Patrick Oudet           | Patrick Oudet Jean-Claude Justice | GKW 862P     |
| 26   | C2     | 199 | Kelmar Racing           | Maurizio Gellini                  | Tiga GC85    |

### Klassensieger
| Klasse | Fahrer       | Fahrer       | Fahrzeug     | Platzierung im Gesamtklassement |
| ------ | ------------ | ------------ | ------------ | ------------------------------- |
| C1     | Jan Lammers  | John Watson  | Jaguar XJR-8 | Gesamtsieg                      |
| C2     | Fermín Vélez | Gordon Spice | Spice SE86C  | Rang 9                          |

### Renndaten
- Gemeldet: 26
- Gestartet: 17
- Gewertet: 14
- Rennklassen: 2
- Zuschauer: 20000
- Wetter am Renntag: warm und trocken
- Streckenlänge: 3.312 km
- Fahrzeit des Siegerteams: 2:29:56,303 Stunden
- Gesamtrunden des Siegerteams: 109
- Distanz des Siegerteams: 361,012 km
- Siegerschnitt: 144,464 km/h
- Pole Position: Eddie Cheever – Jaguar XJR-8 (#4) – 1.14.531 – 159,957 km/h
- Schnellste Rennrunde: Hans-Joachim Stuck – Porsche 962C (17) – 1.17.871 – 153,117 km/h
- Rennserie: 1. Lauf zur Sportwagen-Weltmeisterschaft 1987